# Shōta Nishino
Shōta Nishino (japanisch 西野 奨太 Nishino Shōta; * 28. Mai 2004) ist ein japanischer Fußballspieler.

## Karriere
Shōta Nishino erlernte das Fußballspielen in der Jugendmannschaft von Hokkaido Consadole Sapporo. Hier unterschrieb er  am 1. Oktober 2021 auch seinen ersten Profivertrag. Der Verein aus Sapporo spielte in der ersten japanischen Liga, der J1 League. Sein Erstligadebüt gab Shōta Nishino am 27. November 2021 (37. Spieltag) im Heimspiel gegen Kashiwa Reysol. Hier wurde er in der letzten Minute für Akito Fukumori eingewechselt. Hokkaido gewann das Spiel 3:1.